# Michalowskiya quadrispina
Michalowskiya quadrispina är en insektsart som beskrevs av Irena Dworakowska 1993. Michalowskiya quadrispina ingår i släktet Michalowskiya och familjen dvärgstritar. Inga underarter finns listade i Catalogue of Life.